# Das leere Haus

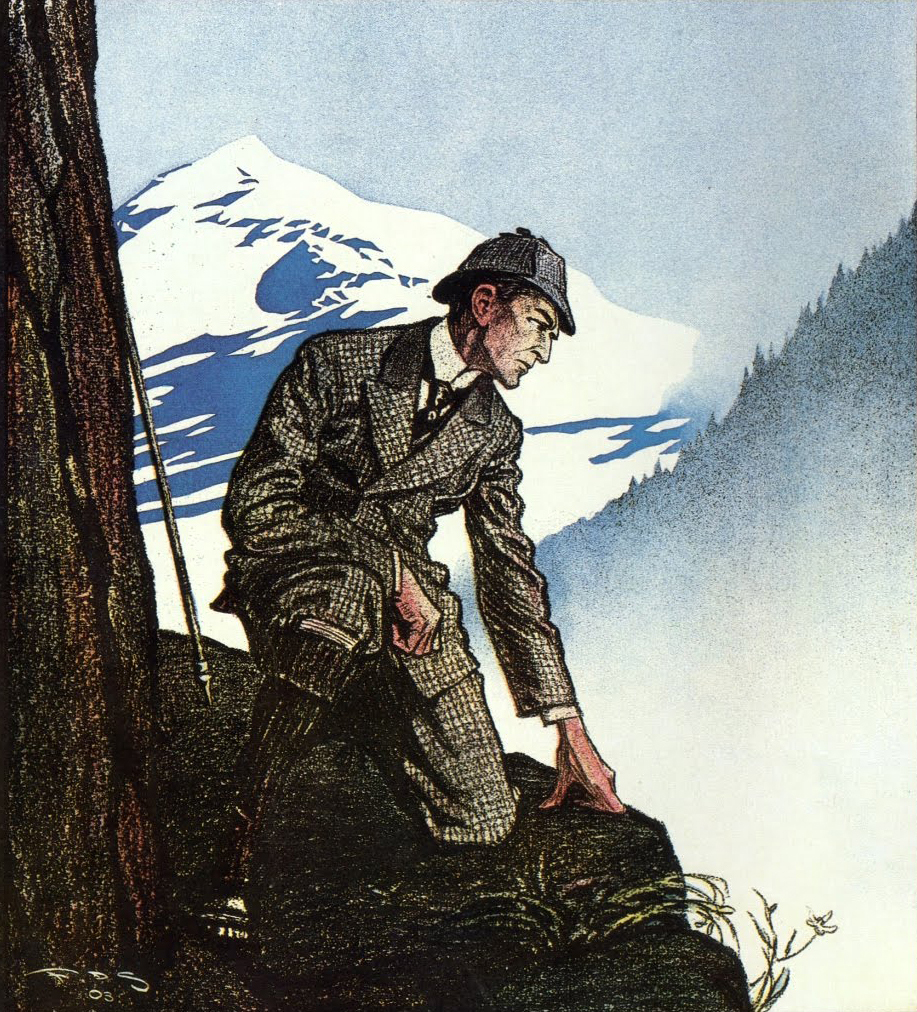
Sherlock Holmes am Reichenbachfall in Meiringen nach dem Absturz Moriartys

Das leere Haus (The Adventure of the Empty House) ist eine Sherlock-Holmes-Kurzgeschichte von Sir Arthur Conan Doyle aus dem Jahr 1903, welche im Collier’s Weekly erschien und von Sidney Paget illustriert wurde. 1905 erschien sie im Gesamtband Die Rückkehr des Sherlock Holmes (The Return of Sherlock Holmes).

## Handlung

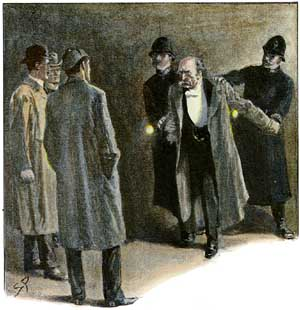
Die Gefangennahme von Col. Sebastian Moran durch Sherlock Holmes, Illustration von Sidney Paget aus Das leere Haus

Die Geschichte beginnt damit, dass Dr. Watson von dem seltsamen Mordfall erzählt, welchem der adlige Ronald Adair zum Opfer fiel: Adair wurde erschossen, aber niemand hat einen Schuss gehört. Watson besichtigt die Straße vor dem Tatort, wo er auf einen alten Mann mit Büchern trifft. Zurück in seinem Haus, besucht ihn der alte Mann, der sich als Sherlock Holmes entpuppt. Watson, der dachte, dass Holmes tot sei, ist sehr überrascht und bittet um Aufklärung, was in der Schweiz nun wirklich passierte. 
Holmes erzählt ihm daraufhin, wie er nach den Ereignissen in Das letzte Problem Moriarty entkommen konnte: Moriarty und Holmes kämpften, doch Holmes konnte dessen Griff entweichen, so dass nur Moriarty in die Tiefe stürzte. Anschließend versteckte sich Holmes, wobei er jedoch von Sebastian Moran – einem Komplizen Moriartys, der ebenfalls am Reichenbachfall war – angegriffen wurde. Um Morans Anschlägen zu entgehen, kehrte Holmes nicht gleich nach London zurück, sondern fuhr erst in die Hauptstadt, als er von einem Mordfall hörte, der allem Anschein nach von Moran begangen worden war.
Anschließend bringen Holmes und Watson Moran ins Gefängnis, indem sie eine Situation arrangieren, in der Moran versucht, Holmes zu erschießen. In Wahrheit feuert er jedoch auf eine Wachsfigur von Holmes. Die Waffe ist ein leistungsstarkes, nahezu lautloses Luftgewehr (eine sog. Windbüchse), die Moran auch bei Adair verwendet hat, so dass er auch für diesen Mord verhaftet werden kann.
Die in dieser Geschichte kurz erwähnte „Auszeit“ nach dem Sturz von den Reichenbachfällen, die Sherlock Holmes unter dem Decknamen Sigerson u. a. in Tibet verbracht hat, wird in der Pastiche-Geschichte von Jamyang Norbu in dem 2004 in deutscher Übersetzung erschienenen Roman Das Mandala des Dalai Lama (Originaltitel: The Mandala of Sherlock Holmes: The Adventures of the Great Detective in India and Tibet) dargestellt. Weitere Autoren widmen sich in Sherlock-Holmes-Pastiches diesem Zeitabschnitt.

## Hintergrund
Die Geschichte markiert die Rückkehr von Holmes und knüpft an die Geschehnisse von Das letzte Problem an. Sie erzählt, wie Holmes dem Tod in den Reichenbach-Fällen in Meiringen entging und wie Professor James Moriarty in Wirklichkeit den Tod fand.

## Verfilmung
1986 wurde die Story von Granada Television als erste Folge der dritten Staffel der Fernsehserie Sherlock Holmes mit Jeremy Brett als Holmes und Edward Hardwicke als Dr. Watson verfilmt. Eine zweite Verfilmung gab es 2014 unter dem Titel Der leere Sarg für die Fernsehserie Sherlock mit Benedict Cumberbatch und Martin Freeman.

## Hörspiel
- 1968: Das leere Haus – Produktion: BR; Regie: Heinz-Günter Stamm, mit Peter Pasetti (Sherlock Holmes), Erik Schumann (Dr. Watson), Marlies Schönau (Mrs. Hudson), Hans Caninenberg (Mycroft Holmes), Werner Hessenland (Sebastian Moran), Harry Kalenberg (Inspector Lestrade), Sabine Schiller (Jessi, ein Stubenmädchen) und andere; Laufzeit 39'40 Minuten. Das Hörspiel ist als Audio-CD veröffentlicht worden.